# Santa Susana Field Laboratory

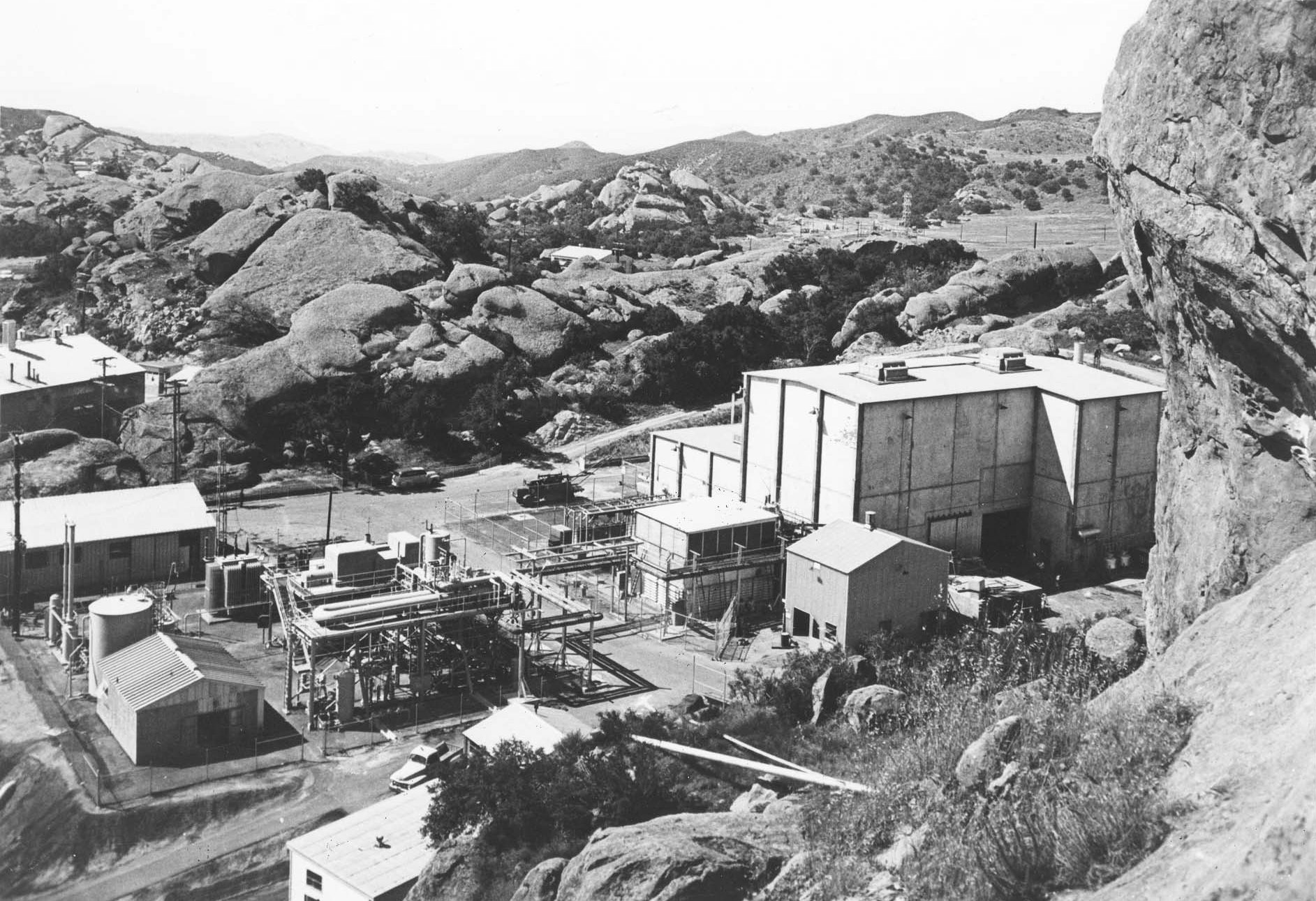
Das SRE-Kernkraftwerk auf dem SSFL-Gelände im Jahre 1958

Das Santa Susana Field Laboratory (SSFL) ist ein ehemals sehr bedeutendes Testzentrum für Raketen- und Atomtechnologie der Vereinigten Staaten. Es liegt etwa 48 Kilometer nördlich des Zentrums von Los Angeles, in Simi Valley  in den Simi Hills am südlichen Fuß der Santa Susana Mountains. 
Unter anderem fanden im SSFL ab den 1960er Jahren unterstützende Arbeiten in Form von Tests und Entwicklung für die Saturn-Raketen der NASA statt. In den 1970er und 1980er Jahren wurden Tests an mehreren wichtigen Komponenten wie Turbopumpen, Motordüsen und Verbrennungsvorrichtungen des wiederverwendbaren Haupttriebwerkes im Space-Shuttle-Programm durchgeführt.
Außerdem wurde der erste zivilwirtschaftliche Kernreaktor entworfen (das Sodium Reactor Experiment, mit dem das nahegelegene Städtchen Moorpark versorgt wurde) und es wurden im Rahmen des SDI-Programms Versuche durchgeführt. 
Heute wird das SSFL als private Forschungseinrichtung der Boeing Company betrieben.

## Unfälle und Zwischenfälle
Am 26. Juli 1959 ereignete sich im Kernreaktor, einem schnellen Brüter mit 7,5 MW, aufgrund eines verstopften Kühlkanals eine 30-prozentige Kernschmelze. Der Großteil der Spaltprodukte konnte abgefiltert werden. Die radioaktiven Gase wurden jedoch weitestgehend an die Umwelt freigesetzt, was in einer der größten Jod-131-Freisetzungen in der Nukleargeschichte mündete. Der auf der INES-Skala zwischen Stufe 5 und 6 eingestufte Unfall wurde lange Zeit geheim gehalten.
2018 war das Areal durch massive Waldbrände in Kalifornien betroffen. Erste Messungen ergaben jedoch keine erhöhte Freisetzung von Radioaktivität und Chemikalien durch das Feuer.